# Тулуків
Тулу́ків — село Заболотівської селищної громади Коломийського району Івано-Франківської області. До 2020 року входила до Снятинського району.

## Історія
Згадується 6 травня 1471 року в книгах галицького суду.
Шляхтич Кшиштоф Стшемеський скаржився до суду на міщан Заболотова, селян Тулукова з приводу їхніх дій проти шляхти під час міжкоролів'я (Хмельниччина).
У добу національно-визвольних змагань 1917—1921 рр. в лавах УГА воювало близько двох десятків мешканців села:
- Михайло Бегей
- Павло Бегей
- Василь Джелеп
- Микола Ілюк
- Михайло Корбут
- Юрко Корбут
- Василь Курилюк
- Василь Магерка
- Михайло Маковійчук
- Олекса Маковійчук
- Лесь Мокрій
- Михайло Орищук
- Андрій Панько
- Василь Панько
- Дмитро Парасюк
- Лесь Парасюк
- Юрко Парасюк
- Василь Придка
- Дмитро Стрипко.

## Населення
Населення - 971 особа (01.01.2021).

### Мова
Розподіл населення за рідною мовою за даними перепису 2001 року:
| Мова       | Кількість | Відсоток |
| ---------- | --------- | -------- |
| українська | 965       | 99.38%   |
| російська  | 3         | 0.31%    |
| польська   | 2         | 0.21%    |
| білоруська | 1         | 0.10%    |
| Усього     | 971       | 100%     |

## Церква
- Церква святого Миколая, дерев'яна 1859 р., належить до УГКЦ, настоятель отець-мітрат Миколай Костюк.
- Церква святого Миколая, дерев'яна, освячена 5.02.2015 р. Б. Належить до УПЦ КП, настоятель архимандрит Миколай (Бузенко).